# Márton László (író, 1959)
Márton László (Budapest, 1959. április 23.–) József Attila-díjas magyar író, drámaíró, műfordító, esszéista, tanár.

## Életrajz
Budapesten született és nevelkedett. 1978–1983 között az Eötvös Loránd Tudományegyetem Bölcsészettudományi Karán magyar–német–szociológia szakon végezte tanulmányait. 1984–1989 között a Helikon Kiadó szerkesztőjeként dolgozott. 1990 óta szabadfoglalkozású író.

## Írói munkássága
Márton László az 1990-es évek elején írta A Nagyratörő című drámatrilógiáját. Könyvalakban is megjelent, és az irodalmi közvélemény nagy érdeklődéssel fogadta. A folytatás azonban tizenöt évet váratott magára. A drámatrilógia első, címadó része, magyarországi ősbemutatóként az egri Gárdonyi Géza Színházban került színre.

## Művei

### Regények
- Menedék; Magvető, Budapest, 1985
- Tudatalatti megálló (1990)
- Átkelés az üvegen; Jelenkor, Pécs, 1992
- Jakob Wunschwitz igaz története (1997)
- Die wahre Geschichte des Jacob Wunschwitz. Roman; németre ford. Hans-Henning Paetzke; Zsolnay, Wien, 1999
- Árnyas főutca (1999)
- Testvériség I–III. (Regénytrilógia, Jelenkor, Pécs)
  - Kényszerű szabadulás (2001)
  - A mennyország három csepp vére (2002)
  - A követjárás nehézségei (2003)
- Minerva búvóhelye. Regény; Jelenkor, Pécs, 2006
- Ne bánts, Virág! (2007)
- Átkelés az üvegen. Útirajz; 2. jav. kiad.; Jelenkor, Pécs, 2007
- A mi kis köztársaságunk. Regény; Kalligram, Bp., 2014
- Hamis tanú. Regény; Kalligram, Bp., 2016
- Két obeliszk. Regény; Kalligram, Bp., 2018
- A kárpótlás; Pesti Kalligram, Bp., 2022

### Drámák
- Lepkék a kalapon. Három dráma; Magvető, Bp., 1987
- A kínkastély – Szolnok, Szigligeti Színház, 1987, r.: Csizmadia Tibor
- Carmen. Színmű Prosper Mérimée elbeszélése alapján; Holnap, Bp., 1991; Szolnok, Szigligeti Színház, 1990, r.: Szikora János
- Mechanikus narancs (A. Burgess regényének színpadi adaptációja) Budapest, Kiscelli Romtemplom, 1991, r.: Csizmadia Tibor
- G. A. úr X.-ben (Déry Tibor regényének színpadi adaptációja) Veszprém, Petőfi Színház, 1992, r.: Paál István
- Awakum (Bemutató: Független Színpad, Budapest, 1993, rendező: Bagó Bertalan)
- A római hullazsinat, avagy a természetellenes ember (Bemutató: Kolibri Pince Színház, Budapest, 1993, rendező: Ruszt József)
- Anatómiai teátrum (Bemutató: Kolibri Pince Színház, Budapest, 1997, rendező: Ruszt József)
- A nagyratörő. Szomorújáték; Jelenkor, Pécs, 1994 (Élő Irodalom sorozat)
- A nagyratörő. Kolozsvár, Állami Magyar Színház (Teatrul Maghiar de Stat), 1992, r.: Parászka Miklós
- A nagyratörő (a hasonló című drámaciklus első része). Eger, Gárdonyi Géza Színház, 2008, r.: Csizmadia Tibor
- Az állhatatlan (A nagyratörő című ciklus második része). Eger, Gárdonyi Géza Színház, 2008, r.: Csizmadia Tibor
- A törött nádszál (A nagyratörő című ciklus harmadik része). Eger, Gárdonyi Géza Színház, 2010, r.: Csizmadia Tibor
- Trisztán és Izolda (Bemutató: 2014, Budapest Bábszínház, rendező: Csizmadia Tibor)
- Bátor Csikó; Kalligram, Bp., 2021
- Jászai Mari feltámasztása. Drámák; Kalligram, Budapest, 2024

### Novellák, elbeszélések
- Nagy-budapesti Rém-üldözés; Magvető, Bp., 1984
- Im österreichischen Orient. Eine Erzählung aus dem Innviertel (Az osztrák napkeleten) / Schwarzfischer in Ottensheim. Ein Seemannsgarn aus dem Mühlviertel (Orvhorgászok Ottensheimben); ill. Christian Thanhäuser; Thanhäuser, Ottensheim a. d. Donau, 2005[3]
- Amit láttál, amit hallottál. Elbeszélések; Jelenkor, Pécs, 2008
- Te egy állat vagy! Elbeszélések; Jelenkor, Pécs, 2011
- M. L., a gyilkos. Történetek egy regényből; Kalligram, Pozsony, 2012
- Tovább is van. Elbeszélések; Pesti Kalligram, Bp., 2023

### Egyéb művek
- ABC. Csoóri Sándor, Fodor András, Horgas Béla, Márton László, Rákos Sándor versei. Szántó Tibor tipografikái; Kner Ny., Gyoma, 1988
- Kiválasztottak és elvegyülők. Töprengés a sorsról, amely nem közösség; Magvető, Bp., 1989
- A fehér kígyó (hangjáték; 1992)
- Az ábrázolás iránytalansága. Négy példa. Az ELTE Bölcsészettudományi Karán 1995 márciusában elhangzott „Arany János-előadások” írott változata; Anonymus, Bp., 1995 (ELTE Magyar Irodalomtörténeti Intézet füzetei)
- Az áhítatos embergép (tanulmányok; 1999)
- Tövises képsor – szerzőtárs: Balla Árpád Zoltán, Bookart Kiadó, Csíkszereda, 2021[4]

### Fontosabb műfordítások
- Martin Luther: Asztali beszélgetések (1983) ISBN 963-207-770-9
- Andreas Gryphius: Felirat a mulandóság templomán (1983) ISBN 963-207-803-9
- Volker Braun: A nagy megbékélés (1986) ISBN 963-07-3727-2
- Goethe: Faust. A tragédia első része. Teljes, gondozott szöveg; ford. Márton László, szerk., sajtó alá rend., jegyz. Kocziszky Éva; Ikon, Bp., 1994 (Matúra Klasszikusok) ISBN 963-7948-75-9
- Günter Grass: Vesztfál csevely (1987) ISBN 963-207-566-8
- Jakob Grimm és Wilhelm Grimm: Gyermek- és családi mesék (Adamik Lajossal; 1989) ISBN 963-14-1434-5
- August Jacob Liebeskind: Pálmalevelek. Huszonöt napkeleti történet (1986) ISBN 963-207-572-2
- Novalis: Heinrich von Ofterdingen (1985) ISBN 963-207-758-X-
- Heinrich von Kleist: Kohlhas Mihály, A lelenc, A locarnói koldusasszony. In: H. v. Kleist: Elbeszélések, Pécs, 1995
- Heinrich von Kleist: Herrmann csatája In: H. v. Kleist: Drámák, II. kötet. Pécs, 1998
- Sebastian Brant: A Bolondok Hajója. Borda Antikvárium, Bp. és Zebegény. I. tized: 1999, II. tized: 2001., III. tized: 2003., IV. tized: 2009 (Tízrészesre tervezett kétnyelvű kiadás, Orosz István rézmetszeteivel, M. L. kommentárjaival és kísérőtanulmányaival. A magyar fordítás teljes szövege egy kötetben: Borda Antikvárium, Zebegény, 2008)
- Walter Benjamin: Egyirányú utca / Berlini gyermekkor. Bp., 2005
- Ingeborg Bachmann: A kimért idő. Pécs, 2007 (összegyűjtött versek, Adamik Lajossal közösen)
- A bolondok hajója; ford. Márton László; Borda Antikvárium, Zebegény, 2008
- Christoph Ransmayr: A repülő hegy. Pozsony/Bratislava, 2008
- Jacob és Wilhelm Grimm: Német mondák. Pozsony/Bratislava, 2009 (a mesegyűjtemény párdarabja. Teljes kiadás, Adamik Lajossal közösen)
- Gottfried von Strassburg: Tristan. Borda Antikvárium, Zebegény, 2013 (fordította, a befejezést, az utószót és a jegyzeteket írta M. L.)
- Goethe: Faust. A tragédia első és második része / História doktor Johann Faustról / Az „ős-Faust”; ford., jegyz. Márton László; Kalligram, Bp., 2015
- Martin Luther: Asztali beszélgetések; szerk., szövegvál. Csepregi Zoltán, ford. Márton László; Luther, Bp., 2015 (Luther válogatott művei)
- Az oroszlán és a béka. Ismeretlen Grimm-mesék; ford. Adamik Lajos, Márton László; Kalligram, Bp., 2016
- Walther von der Vogelweide összes versei; ford., jegyz. Márton László; Kalligram, Bp., 2017
- A Nibelung-ének; ford. Márton László; Pesti Kalligram, Bp., 2020

### Fontosabb drámafordítások
- Arthur Schnitzler: Anatol. Bem.: Szigligeti Színház, Szolnok, 1983
- Franz Grillparzer: Urának hű szolgája. Bem.: Nyíregyháza, Móricz Zsigmond Színház, 1987
- Shakespeare: A windsori víg nők (Révész Ágotával közösen); bem.: Nyíregyháza, Móricz Zsigmond Színház, 1989
- Brecht: Koldusopera. Bem.: Budapesti Kamaraszínház, 1993
- Shakespeare: A makrancos hölgy (Rozsnyik Lászlóval közösen); bem.: Budapesti Kamaraszínház, 1994
- Ödön von Horváth: Don Juan hazajön a háborúból. Bem.: Gárdonyi Géza Színház, Eger, 2005
- Shakespeare: Othello (Színház, 2009/12.); bem.: Vígszínház, Budapest, 2009
- Goethe: Faust, Budapesti Katona József Színház, 2015

## Szervezeti tagságai
- JAK rendes tagja (1982–1994)
- JAK tiszteletbeli tagja (1994)
- Bródy Sándor Alapítvány kuratóriumi tag (1994)
- Bródy Sándor Alapítvány kuratóriumi elnök (1998-2012)
- Füst Milán Alapítvány prózai kuratóriumi tag (2013)
- Szépírók Társasága tagja (1997)

## Díjak
- József Attila-díj (1997)
- A Jelenkor Kiadó Könyvdíja (1999)
- Szépíró-díj (2001)
- Irodalmi Jelen prózadíj (E-MIL, Erdélyi Magyar Írók Ligája) (2003)
- Magyar Köztársaság Babérkoszorúja díj (2004)
- Mészöly Miklós-díj (2005)
- Radnóti Miklós antirasszista díj (2005)
- A Magyar Köztársasági Érdemrend lovagkeresztje (2006)[5]
- Márai Sándor-díj (2007)
- Látó-nívódíj (2008)
- Palládium díj (2009)
- Janus Pannonius műfordítói díj (2013)
- Színikritikusok Céhének díja: A Faust újrafordításáért (2015)
- Üveggolyó-díj (2016)
- Friedrich Gundolf-díj (2017)
- Baumgarten-díj (2020)
- Térey János-ösztöndíj (2020)
- Artisjus irodalmi nagydíj (2021)
- Kortárs Magyar Dráma-díj (2022)[6]